# Belleeks
Belleeks (Béal Leice in gaelico irlandese) è un villaggio dell'Irlanda del Nord, situato nella contea di Armagh.